# Jellings kommun
Jellings kommun (danska: Jelling Kommune) var en kommun i Vejle amt i västra Danmark. Kommunens centralort var tätorten Jelling.
Sedan 2007 ingår området i Vejle kommun i Region Syddanmark.

## Borgmästare
- Karlo Søndergaard, 1 april 1970–31 december 1981[1]
- Johannes Baagø, 1 januari 1982–1987[1]
- Henning Dalengaard, 1987–31 december 1993[1]
- Niels Kjærgaard, 1 januari 1994–31 december 2001[1]
- Arne Sigtenbjerggaard, 1 januari 2002–31 december 2006[1]

Denna lista hämtas från Wikidata. Informationen kan ändras där.